# Неофовизм
Неофовизм — направление в искусстве, восходящее к фовизму, зародилось в середине 1920-х годов как вызов сюрреализму.

## История
Авторы журнала Cahiers d’Art, основанного в 1926 году, бросили вызов сюрреалистической практике автоматизма, рассматривая её не с точки зрения бессознательного выражения, а как ещё одно развитие традиционного искусства. Они определили группу художников как выразителей этого и назвали их неофовами.
Хотя позже эти художники были в основном забыты, это движение привело к разочарованию группы сюрреалистов техникой графического автоматизма как революционного средства обхода традиционной эстетики, идеологии и коммерциализма.
Неофовизм был отмечен как последняя тенденция в живописи, которая могла бы быть продана как последовательный стиль.